# Putkov
Putkov je malá vesnice, část obce Zdíkov v okrese Prachatice v Jihočeském kraji. Nachází se asi 4,5 kilometru severovýchodně od Zdíkova. Je zde evidováno 46 adres. V roce 2011 zde trvale žilo 52 obyvatel.
Putkov je také název katastrálního území o rozloze 2,81 km².

## Historie
První písemná zmínka o vesnici pochází z roku 1400.

## Přírodní poměry
Severovýchodně od vesnice protéká potok Spůlka, jehož údolí je zde chráněno jako přírodní památka Onšovice – Mlýny.

## Obyvatelstvo
| Rok            | 1869 | 1880 | 1890 | 1900 | 1910 | 1921 | 1930 | 1950 | 1961 | 1970 | 1980 | 1991 | 2001 | 2011 | 2021 |
| -------------- | ---- | ---- | ---- | ---- | ---- | ---- | ---- | ---- | ---- | ---- | ---- | ---- | ---- | ---- | ---- |
| Počet obyvatel | 181  | 208  | 214  | 203  | 257  | 255  | 210  | 128  | 139  | 120  | 83   | 62   | 48   | 52   | 52   |
| Počet domů     | 25   | 28   | 28   | 31   | 33   | 37   | 40   | 48   | 39   | 35   | 27   | 40   | 42   | 46   | 45   |

## Obecní správa
Při sčítání lidu v letech 1850–1929 Putkov byl osadou obce Račov, se kterým patřil nejprve do okresu Strakonice, ale v letech 1890–1921 v okrese Prachatice. V letech 1930–1963 byl samostatnou obcí, se kterým patřil nejprve do okresu Prachatice, ale v roce 1950 v okrese Vimperk. Od roku 1964 je částí obce Zdíkov v okrese Prachatice.

## Pamětihodnosti
- Stodola usedlosti čp. 13 (kulturní památka)
- Kaple svaté Anny na návsi

## Fotogalerie

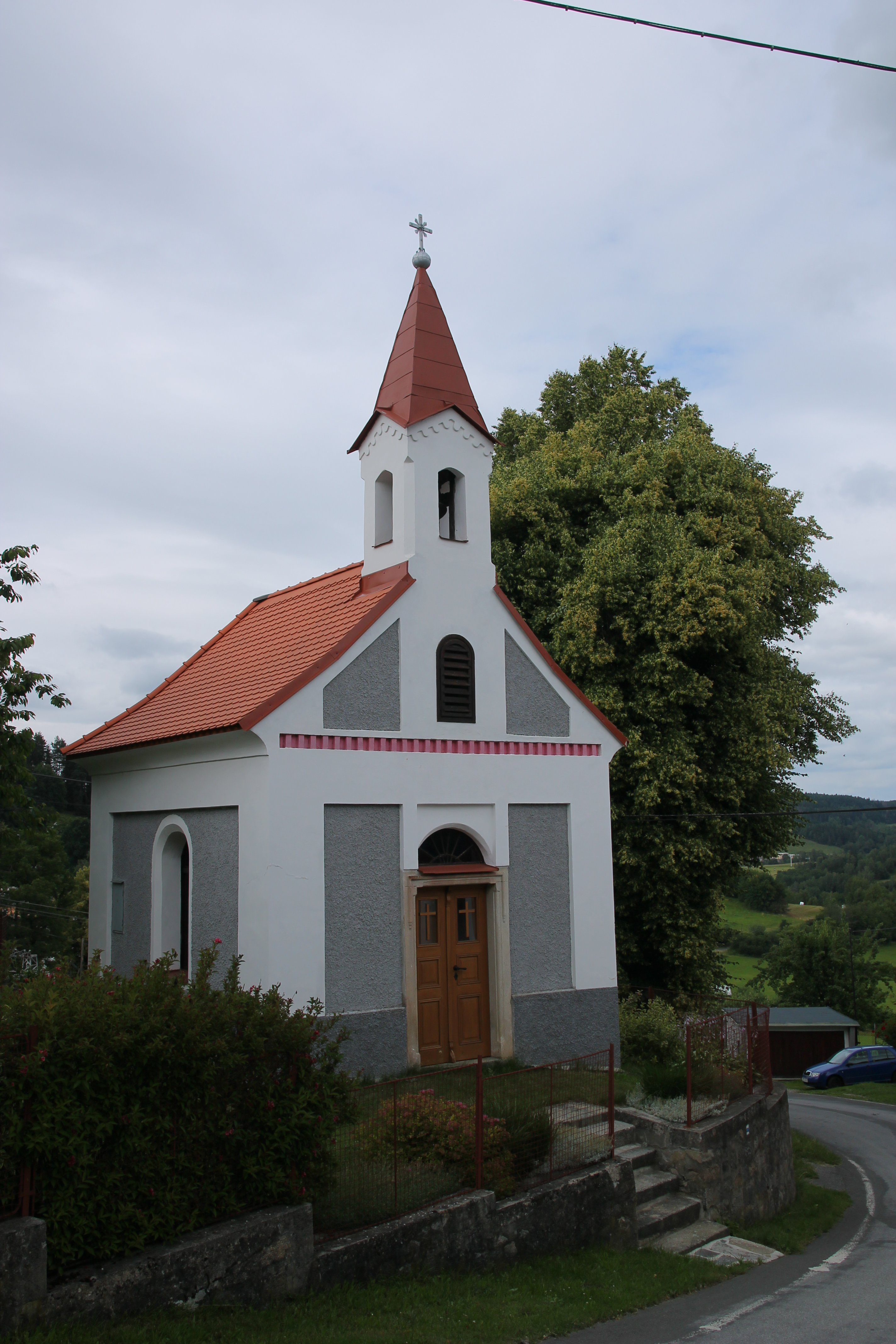
Kaple svaté Anny
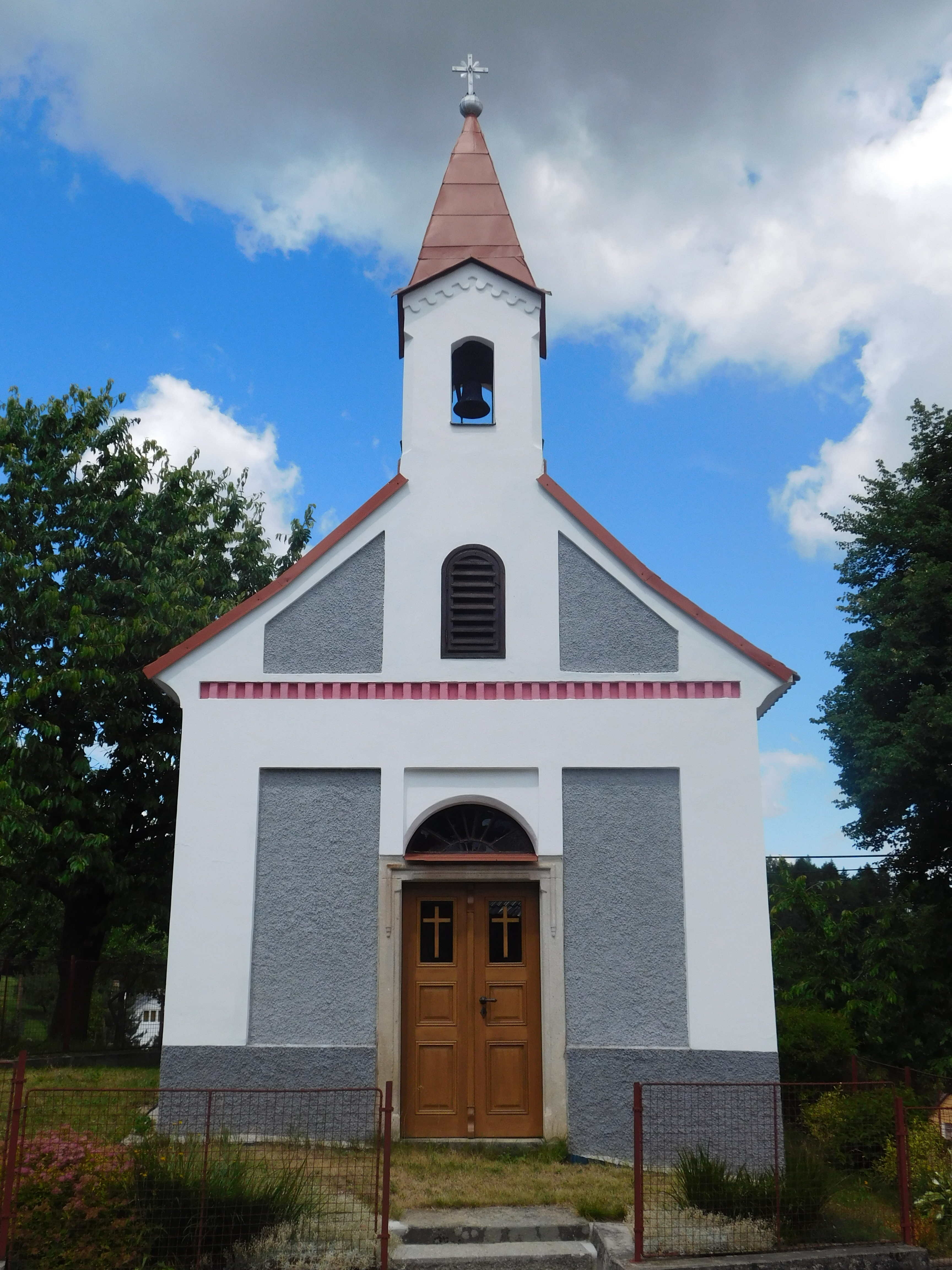
Kaple svaté Anny
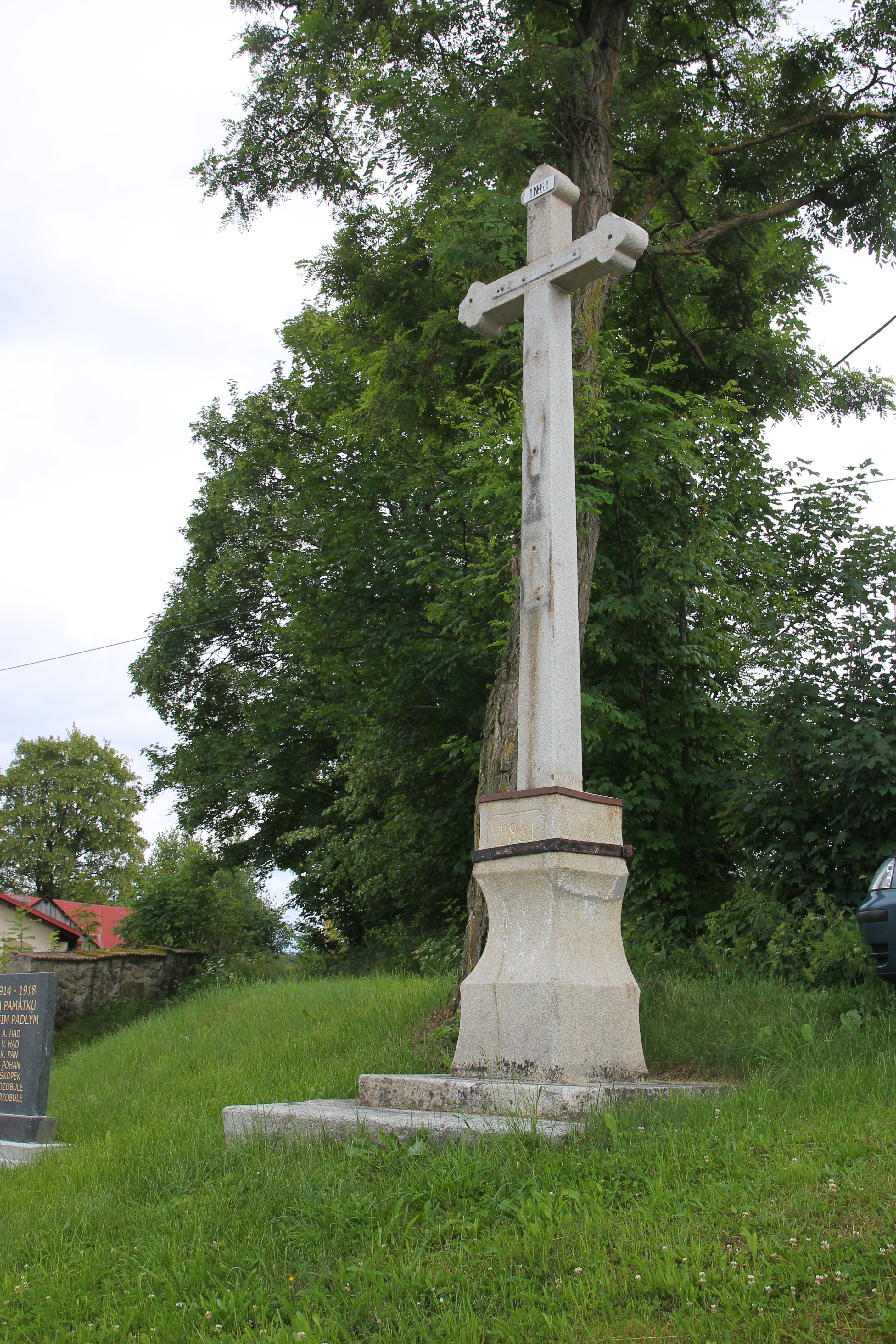
Kříž
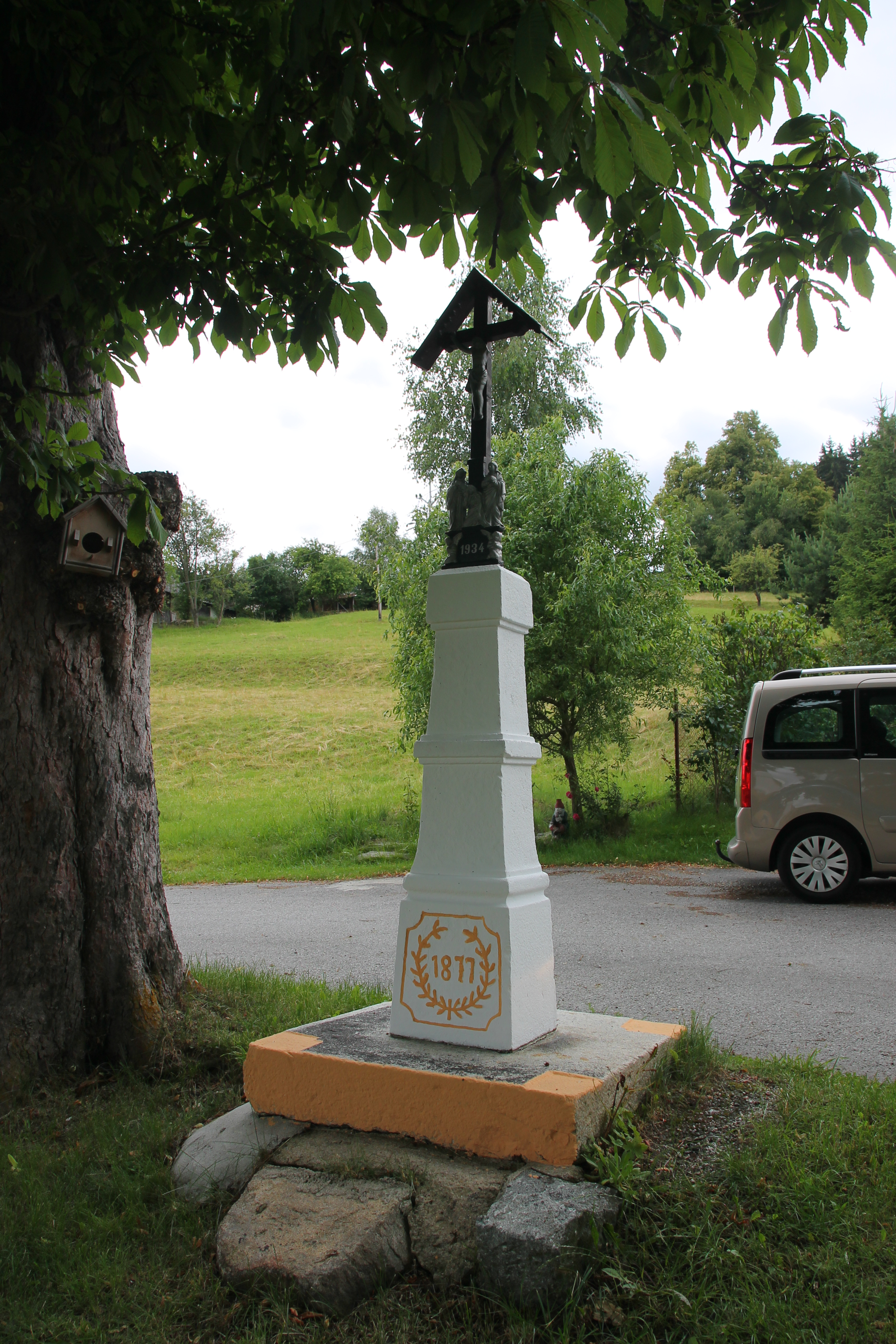
Křížek
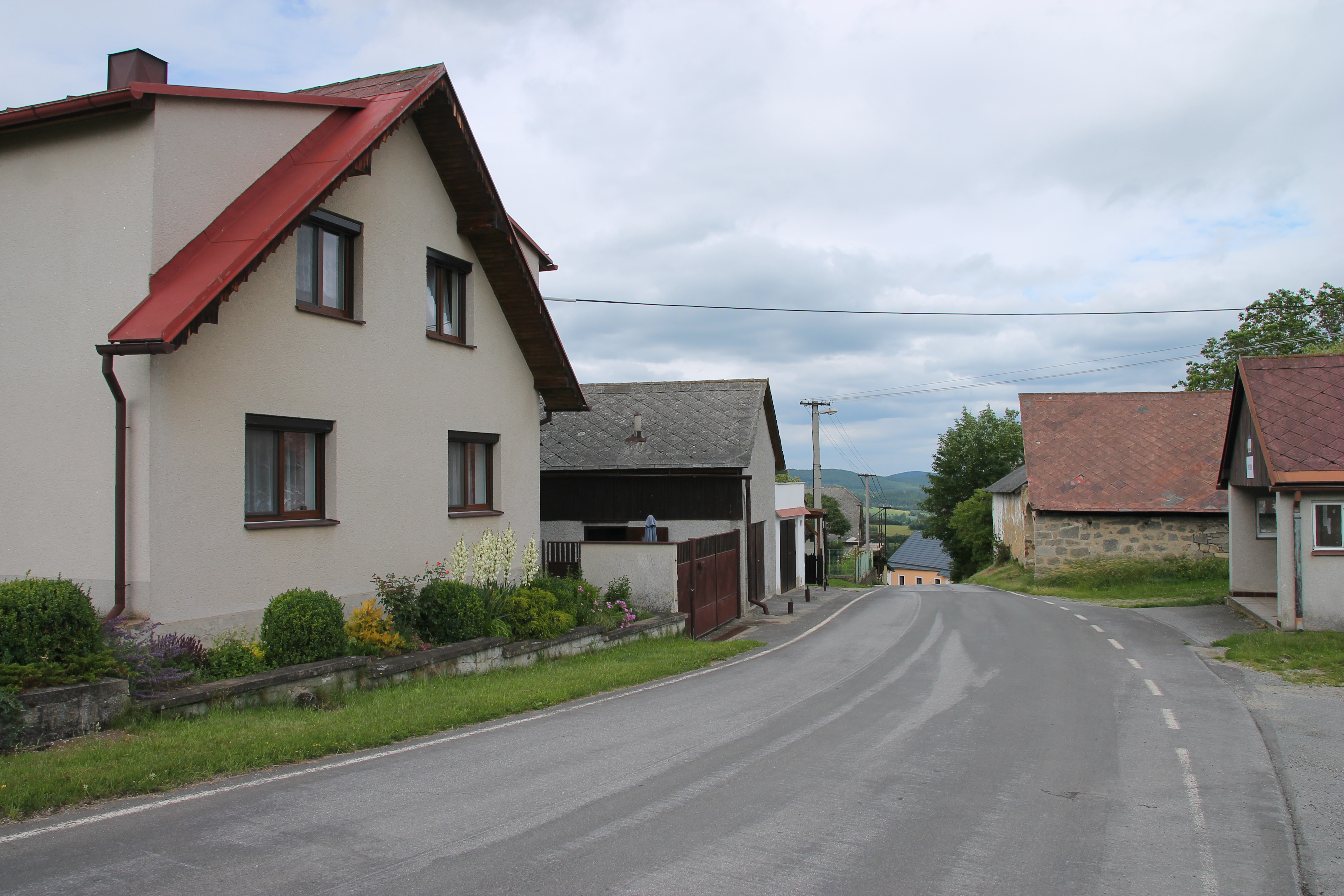
Chalupy v Putkově